# Departament de Santa Cruz
El Departament de Santa Cruz és una de les divisions administratives de Bolívia, que ocupa el 33,74% del territori del país. Limita al nord amb el Departament de Beni i la República del Brasil, al sud amb el Departament de Chuquisaca i la República de Paraguai, a l'est amb la República del Brasil i a l'oest amb els departaments de Cochabamba i Chuquisaca.
La capital és Santa Cruz de la Sierra.

## Demografia
Segons el cens nacional de població i d'habitatge de 2012 de Bolívia, la població del departament era de 2.657.762 persones, dels quals 1.346.189 eren homes i 1.311.573 dones. Els grups d'edat més nombrosos són els més joves, els de 6 a 19 anys (809.299) i de 20 a 39 anys (891.385).
El 2006 la gran majoria dels habitants són criolls i descendents d'europeus, així com minories de jueus, turcs, alemanys, espanyols, austríacs, croats, japonesos, xinesos i coreans. Entre els amerindis sud-americans hi trobem els guaranís i els arawak. A la zona septentrional hi habiten els pobles anomenats "chiquitos", poblacions de parla pàmpida i amaçònica com les dels penoiquia o penoikia, sirionó, yucará, guarayo, itomana i chapacura. Al sud-est hi viuen els ayoreo (o "morotoco") i els išir ("zamucos" o "chamacocos"), cap al paral·lel 18°S als marges del riu Paraguai hi viuen els otuqui (o otuki) als Bañados de Otuquis.

## Geografia
El departament té 370.621 kilòmetres quadrats i està situat a l'est del país. La seva localització geogràfica és un baix altiplà de 400 metres d'alt, accidentat a l'oest per la serralada del Cochambamba. Hi passen els rius Grande, San Miguel i Guaporé.
El clima és tropical; al nord és més humit, on abunda el bosc tropical i la sabana, mentre que el sud és més sec i hi ha presència de matolls xeròfils al Chaco.

## Províncies
Es divideix en quinze províncies (provincias):
| Província              | Capital                 | Províncies de Santa Cruz |
| ---------------------- | ----------------------- | ------------------------ |
| Andrés Ibáñez          | Santa Cruz de la Sierra | Províncies de Santa Cruz |
| Ángel Sandoval         | San Matías              | Províncies de Santa Cruz |
| Chiquitos              | San José de Chiquitos   | Províncies de Santa Cruz |
| Cordillera             | Lagunillas              | Províncies de Santa Cruz |
| Florida                | Samaipata               | Províncies de Santa Cruz |
| Germán Busch           | Puerto Suárez           | Províncies de Santa Cruz |
| Guarayos               | Ascención de Guarayos   | Províncies de Santa Cruz |
| Ichilo                 | Buena Vista             | Províncies de Santa Cruz |
| Ignacio Warnes         | Warnes                  | Províncies de Santa Cruz |
| José Miguel de Velasco | San Ignacio de Velasco  | Províncies de Santa Cruz |
| Manuel María Caballero | Comarapa                | Províncies de Santa Cruz |
| Obispo Santistevan     | Montero                 | Províncies de Santa Cruz |
| Sara                   | Portachuelo             | Províncies de Santa Cruz |
| Vallegrande            | Vallegrande             | Províncies de Santa Cruz |
| Ñuflo de Chávez        | Concepción              | Províncies de Santa Cruz |